# Enzo Faletto
 (janvier 2024).
Si vous disposez d'ouvrages ou d'articles de référence ou si vous connaissez des sites web de qualité traitant du thème abordé ici, merci de compléter l'article en donnant les références utiles à sa vérifiabilité et en les liant à la section « Notes et références ».
Enzo Faletto (Santiago du Chili, 14 juillet 1935 - 22 juin 2003) est un sociologue chilien.
Sa publication la plus importante est Dependencia y Desarrollo en América Latina (Dépendance et développement en Amérique latine), qu'il publia en 1969 avec le futur président du Brésil, le sociologue Fernando Henrique Cardoso.
Professeur titulaire de l'université du Chili, il a étudié en histoire. Plus tard, il se spécialisa en sociologie lors d'études à la Facultad Latinoamericana de Ciencias Sociales (FLACSO - Faculté latinoaméricaine de sciences sociales).
Entre 1967 et 1972, il donne des cours en sociologie et en journalisme à l'université du Chili. À partir de 1973, il est chargé de recherches à la Commission économique pour l'Amérique latine et les Caraïbes (CEPAL). Il maintient ses liens avec la FLACSO, et retourne en 1990 à l'enseignement à l'université du Chili, où il sera actif jusqu'à ses derniers jours.